# هاکلبری فین (شخصیت)
 هاکلبری فین (Huckleberry "Huck" Finn) شخصیتی داستانی است که توسط مارک توین ساخته شده و برای اولین بار در کتاب "ماجراهای تام سایر" (۱۸۷۶) ظاهر شد.
هاکلبری فین، شخصیت اصلی و راوی، ماجراهای هاکلبری فین (۱۸۸۴) است. او از پدری الکلی و مادری گمنام زاده شده . وی در کتاب ماجراهای تام سایر، ۱۲ یا ۱۳ ساله است و کتاب ماجراهای هاکلبری فین، یک سال بعد از آن زمان را روایت می‌کند.

## حضور در رمان ها
1. ماجراهای تام سایر (۱۸۷۶)
2. ماجراهای هاکلبری فین (۱۸۸۴)
3. تام سایر، کارآگاه (۱۸۹۶)
4. تام سایر در خارج از کشور (۱۸۹۴)
5. "مدرسه هیل" (۱۸۹۸) - ناتمام
6. "هاک فین" (۱۸۹۸) - ناتمام
7. هاک فین و تام سایر در بین هندی‌ها - ناتمام
8. توطئه تام سایر - ناتمام
9. "باند تام سایر نقشه یک نبرد دریایی را می‌کشد" - ناتمام

## اجراهای زنده
بازیگرانی که شخصیت هاکلبری فین را در فیلم‌ها و تلویزیون به تصویر کشیده‌اند عبارتند از:
- رابرت گوردون (۱۹۱۷)
- لوئیس سارجنت (۱۹۲۰)
- جونیور دورکین (۱۹۳۰ و ۱۹۳۱)
- جکی موران (۱۹۳۸)
- دونالد اوکانر (۱۹۳۸)
- میکی رونی (۱۹۳۹)
- ژن هلند (۱۹۴۴)
- ادی هاجز (۱۹۶۰)
- مایکل شی (۱۹۶۸–۱۹۶۸، در مجموعه تلویزیونی ماجراهای تازه هاکلبری فین)
- رومان مادیانف (۱۹۷۳)
- جف ایست (۱۹۷۳ و ۱۹۷۴ در هاکلبری فین)
- ران هاوارد (۱۹۷۵)
- استیو استارک (۱۹۷۹)
- ایان تریسی (۱۹۸۰–۱۹۸۰، در مجموعه تلویزیونی هاکلبری فین و دوستانش)
- گری کروگ (۱۹۸۵، در ماجراهای مارک تواین)
- میچل اندرسون (۱۹۹۰، در بازگشت به هانیبال: بازگشت تام سایر و هاکلبری فین)
- الیجا وود (۱۹۹۳)[۳]
- برد رنفرو (۱۹۹۵)
- مارک ویلز (۲۰۰۰، صداپیشه)
- لئون سییدل (۲۰۱۱، در نسخه "ماجراهای تام سایر"؛ ۲۰۱۲، نسخه آلمانی "ماجراهای هاکلبری فین")
- جیک تی. آستین (۲۰۱۳ در تام سایر و هاکلبری فین)
- کایل گالنر (۲۰۱۵)